# Chen Jiru

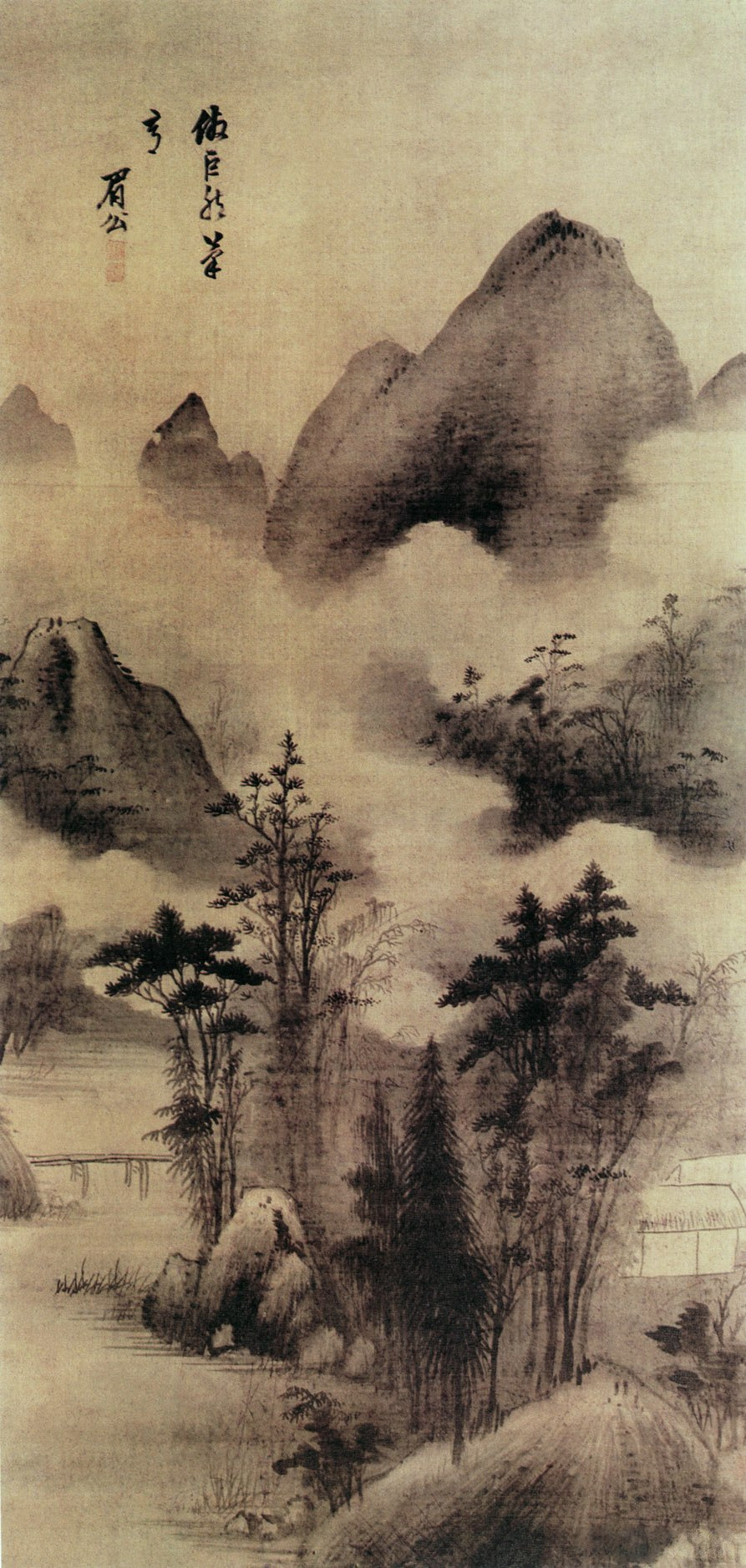
Montagne et nuages par Chen Jiru.

Chen Jiru ou Ch'ên Chi-Ju ou Tch'en Ki-Jou, surnom : Zhongshun, noms de pinceau : Migong, Meigong, Xuetang, Bo Shiqiao, est un peintre chinois du XVIe – XVIIe siècles, né en 1558 à Huating (district administratif de la province du Gansu en Chine) et mort en 1639.

## Biographie
Peintre de paysages, fleurs et calligraphe, écrivain et poète, Chen Jiru est connu comme un spécialiste paysagiste, ainsi que peintre de fleurs de prunier et de bambous. Sa biographie personnelle reste très succincte.

## L'École deHuating
Sous la dynastie des Ming, Huating est le site du gouvernement préfectoral de Songjiang et une ville industrielle et commerciale récente. Elle compte deux cent mille habitants au XVe siècle, et est surtout réputée pour les tissus de coton qu'elle produit et commercialise. À la dynastie des Yuan, Huating est devenue un centre artistique. Sous la dynastie des Ming, Huating est réputée par la présence de nombreux peintres et calligraphes illustres dont Dong Qichang, Mo Shilong (actif 1567-1600) son ainé, et Chen Jiru son contemporain, tous trois amis de longue date, ainsi que de beaucoup d'autres.  Aussi n'est-ce pas par hasard si elle supplante Suzhou en tant que centre artistique. Toutefois, la dynastie des Ming est sur le déclin, les conflits sociaux et les oppositions dans les sphères du pouvoir gagnent en acuité et mènent inexorablement le pays à la déchéance.
Les trois hommes qui partagent de nombreux intérêts, se réunissent souvent pour débattre de livres et de peintures antiques. Ils s'inspirent mutuellement, et à partir de leurs discussions, Dong Qichang élabore sa théorie de la peinture, consignée plus tard dans le Huazhi « Principe de la peinture ». Ils regroupent et s'entourent de nombre d'artistes de toutes tendances qu'ils influencent comme tout particulièrement  Lan Ying, jeune prodige dès l'âge de huit ans. Ce dernier a deux desseins en tête – solliciter leur enseignement et rechercher leur approbation – et il obtient ce qu'il voulait.

## Musées
- Liaoning (Musée provincial):
  - Montagne et nuages, encre sur soie, (110,4 × 54,6).
- Seattle Art Mus.:
  - Premières neiges, poème par le peintre, encre sur papier, rouleau en longueur.